# Giulio Carlo Argan

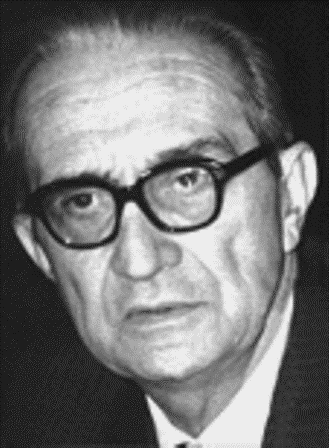
Giulio Carlo Argan, vor 1977

Giulio Carlo Argan (* 17. Mai 1909 in Turin; † 11. November 1992 in Rom) war ein italienischer Kunsthistoriker, Politiker und von 1976 bis 1979 erster kommunistischer Bürgermeister Roms.

## Leben und Karriere
Nach einem Studium an der Universität Turin in den 1920er-Jahren bei Lionello Venturi trat Giulio Argan 1928 mit 19 Jahren der Faschistischen Partei Italiens bei. Seine Interessen galten zu diesem Zeitpunkt der Architektur, er promovierte 1931 im Alter von 21 Jahren mit einer Dissertation über den Renaissance-Architekten Sebastiano Serlio.
Argan arbeitete zunächst als Assistent von Paolo Toesca und trat 1933 eine Stelle bei der Nationalen Antikenverwaltung an, als Abgesandter für Turin. In Rom gründete er zusammen mit Cesare Brandi das Istituto Centrale del Restauro (Zentrales Restaurierungsinstitut) und arbeitete als Redakteur der Zeitschrift Le Arti. Er wurde zu diesem Zeitpunkt von dem faschistischen Politiker Cesare Maria De Vecchi gefördert, dem Erziehungsminister der Regierung Mussolini. In den 1940er-Jahren publizierte er regelmäßig in der Zeitschrift Primato des faschistischen Propagandabeauftragten Giuseppe Bottai.
Nach dem Krieg wandte er sich der Urbanistik zu und publizierte über Renaissancekünstler, Frucht seines Aufenthaltes am Warburg Institute, und wandte die ikonologische Methode (inhaltliche Deutung statt Stilkritik) auf die Architektur an.
Seine erste Universitätsstelle erhielt er 1955 in Palermo und wechselte 1959 nach Rom, wo er den Lehrstuhl für Geschichte der modernen Kunst übernahm. 1958 wurde er mit einem Antonio-Feltrinelli-Preis ausgezeichnet.
1984 gehörte er zu denen, die im Skandal von Livorno drei angebliche Statuen Modiglianis für echt erklärten, die sich später als falsch herausstellen. 1991 wurde Argan in die Königliche Akademie der Wissenschaften und Schönen Künste von Belgien und 1992 in die American Academy of Arts and Sciences gewählt.

## Politiker und Bürgermeister Roms
1976 wurde Argan zum Bürgermeister Roms gewählt, ein Amt, das er bis 1979 ausfüllte. Er war der erste nicht-christdemokratische Bürgermeister Roms. Als Unabhängiger war er auf der Liste der PCI (Partito Comunista Italiano) gewählt worden.
Er trat 1979 angeblich aus gesundheitlichen Gründen zurück. Ihm folgte Luigi Petroselli, ebenfalls ein Mitglied der Kommunistischen Partei.
Giulio Carlo Argan war Protestant und gehörte der Glaubensgemeinschaft der Waldenser an. Er starb 1992 im Alter von 83 Jahren in Rom.

## Veröffentlichungen (Auswahl)
- L’architettura protocristiana, preromanica e romanica, Nemi, Firenze 1936
- L’architettura italiana del Duecento e Trecento, Nemi, Firenze 1937
- Walter Gropius e la Bauhaus, Einaudi, Torino 1951
- Borromini, Mondadori, Milano 1952
- Brunelleschi, Mondadori, Milano 1952
- Pier Luigi Nervi, Il Balcone, Milano 1955
- Fra Angelico, Skira, Ginevra 1955
- L’architettura barocca in Italia, Garzanti, Milano 1957
- Botticelli, Skira, Ginevra 1957
- Ignazio Gardella, Edizioni di Comunità, Milano 1959
- L’Europa delle Capitali, Fabbri-Skira, Ginevra e Milano 1964 (riedizione: Skira, Milano 2004, con introduzione di Claudio Gamba)
- Storia dell’arte italiana, voll. I–III, Sansoni, Firenze 1968
- L’arte moderna 1770–1970, Sansoni, Firenze 1970
- Michelangelo architetto, Electa, Milano 1990 (con Bruno Contardi)

## Sammelbände
- Studi e note, Fratelli Bocca, Roma 1955
- Salvezza e caduta nell’arte moderna, Il Saggiatore, Milano 1964
- Progetto e destino, Il Saggiatore, Milano 1965
- Studi e note. Dal Bramante a Canova, Bulzoni, Roma 1970
- Occasioni di critica, a cura di Bruno Contardi, Editori Riuniti, Roma 1981
- Storia dell’arte come storia della città, Editori Riuniti, Roma 1983
- Da Hogarth a Picasso. L’arte moderna in Europa, Feltrinelli, Milano 1983
- Classico Anticlassico. Il Rinascimento da Brunelleschi a Bruegel, Feltrinelli, Milano 1984
- Immagine e persuasione. Saggi sul barocco, a cura di Bruno Contardi, Feltrinelli, Milano 1986
- Ritratti di opere e di artisti, a cura di Augusto Roca De Amicis, Editori Riuniti, Roma 1993
- Progetto e oggetto. Scritti sul design, a cura di Claudio Gamba, Medusa, Milano 2003
- Promozione delle arti, critica delle forme, tutela delle opere. Scritti militanti e rari (1930–42), a cura di Claudio Gamba, Christian Marinotti Edizioni, Milano 2009

## Porträts
- Giulio Carlo Argan, Un’idea di Roma, a cura di Mino Monicelli, Editori Riuniti, Roma 1979
- Giulio Carlo Argan, Intervista sulla fabbrica dell’arte, a cura di Tommaso Trini, Laterza, Roma – Bari 1980
- Rossana Bossaglia, Parlando con Argan, Ilisso, Nuoro 1992
- Giulio Carlo Argan, Intervista sul Novecento, rilasciata a Marc Perelman e Alain Jaubert, traduzione dal francese a cura di Sara Staccioli, nella seconda parte: Conversazione con Claudio Gamba e altri scritti di e su Giulio Carlo Argan, Annali dell’Associazione Ranuccio Bianchi Bandinelli, n. 17, Graffiti, Roma 2005.